# Fondation Simon et Lina Haïm
 (février 2019).
La Fondation Simon et Lina Haïm (communément appelée aussi Fondation Haïm) a été créée le 4 novembre 1966 à l’initiative de Simon et Lina Haïm. Fondation d’utilité publique, elle se destine depuis sa création à soutenir tout particulièrement la communauté juive de la ville de Bruxelles.
La Fondation Haïm s’engage ainsi principalement (mais pas uniquement) en faveur des institutions, des écoles, des œuvres sociales, des associations, des mouvements et des synagogues de la communauté juive bruxelloise.
Dans le respect de l’esprit fondateur des statuts, une grille de répartition fixe le pourcentage à distribuer à différentes catégories de bénéficiaires prédéterminées. Un autre pourcentage est toutefois laissé à la discrétion des administrateurs.
Son siège social est situé à Bruxelles.

## Ressources
A date, la Fondation Haïm n’a jamais procédé à des appels de fonds.

## Administrateurs
Les premiers administrateurs de la Fondation ont été Jean Bloch, Léon Maiersdorf, Roger Levi, Philippe Schindler, Paul Philippson, Dario Levi, Salvatore Levi, Vidal Romano, Maurice Menteche, Henri Haïm.
Le conseil d’administration de la Fondation a ensuite compté, entre autres, Alain Philippson, Lili Nahmias, Mathilde Nahmias, Nico Dassas, Victor Hasson, Me Etienne Heilporn, Philippe Blondin, Raph Lipski,.
En 2019, il rassemble Serge Rozen, Marc Goldwasser, Pascale Gruber, Philippe Halfin, Me Thierry Van Nerom, Emmanuel Poznanski, Sarah Halfin et Odile Margaux.
La Fondation a toujours veillé à inclure, au sein de son conseil d’administration, des membres de la famille Haïm.

## Bénéficiaires
Pour l’heure, la Centrale d’œuvres Sociales Juives de Bruxelles, le Service Social Juif de Bruxelles, la Maison de retraite « L’Heureux séjour », les synagogues sépharades et les écoles juives de Bruxelles, le Musée juif de Belgique, les différents mouvements de jeunesse juifs de Bruxelles, les Etudiants Juifs de Bruxelles, l’Institut d’étude Martin Buber, le Mrax, Beth Lechem, le journal Los Muestros, le Magen David Adom ou le Musée de la déportation, à Malines, ont notamment bénéficié de son aide, de manière régulière ou ponctuelle.
La synagogue libérale et le Centre Communautaire Laïc Juif ont pu compter sur son soutien lors de leur construction ou reconstruction. Les studios de la radio Judaïca ont également été rénovés et modernisés grâce à la Fondation.

## Les fondateurs: Simon et Lina Haïm
Simon Haïm (1895-1970) est le fils de Rosa Chilibi et de Joseph Haïm. Il est né à Gourna Joumaya, en Bulgarie, très probablement en 1895.
Arrivé à Bruxelles en 1909, il quitte le vieux continent avant la Première Guerre mondiale et s’installe au Brésil avec deux de ses frères, Vidal et Isidore. Ces derniers restent dans ce pays, alors que Simon revient en Europe, à Paris, où vivent l’un de ses frères et deux de ses sœurs. Dans la capitale française, il rencontre Lina Catan. Née à Salonique, en Grèce, le 10 mars 1894, elle est la fille de David Catan et de Mathilde Cohen. Ils se marient le 19 septembre 1919.
Le couple se fixe à Bruxelles en 1924. Simon crée un magasin de tissus et de soieries, dans le centre de la ville, rue Neuve : « La Maison Dorée ». Enthousiaste et intuitif, Simon Haïm connaît une belle réussite. En 1935, l’entreprise compte 30 employés. Mais lors de la Seconde Guerre mondiale, le magasin est réquisitionné par les Allemands et Simon et Lina Haïm s’enfuient en France, à Toulouse, puis à Nice. Lors de ce périple, le couple fait le vœu, s’ils réchappent aux nazis, d’aider les personnes âgées et sans ressources. De retour à Bruxelles à la fin de la Guerre, Simon Haïm retrouve non sans peine son magasin.
Tout au long de sa vie, Simon Haïm a su retourner à son avantage des handicaps qui auraient pu le freiner. Albinos, il souffrait d’une très mauvaise vue, qui l’empêchait de lire ou d’écrire. Pour compenser ce déficit, il a développé une mémoire magistrale. Elle lui a toujours permis de tout gérer, « de tête ».
Conformément à la promesse faite durant la Guerre, Simon Haïm a pu, grâce à sa réussite, démontrer largement la générosité qui l’animait. Juif non religieux, il a toujours répondu présent à l’appel de sa communauté. Ainsi, il a participé de manière active à la construction de la première synagogue sépharade de Bruxelles, rue du Pavillon. Elle porte le nom de Simon et Lina Haïm.
Il a également posé la première pierre de la nouvelle maison de retraite juive de Bruxelles, dont il a été un donateur important. Soucieux des besoins de l’Etat d’Israël, Simon Haïm, membre des Amis de l’Université de Jérusalem, y a soutenu la création d’une bibliothèque dans l’Institut d’Archéologie Reine Elisabeth, dont une salle porte désormais son nom, associé à celui de son épouse. Toujours en Israël, il a subventionné une maison de retraite, qui a reçu le nom de son père, Joseph Haïm. Avec sa femme, il a également permis à une maternité d’un hôpital de Tel-Aviv de s’équiper en couveuses.
En 1966, il a fondé la Fondation Simon et Lina Haïm. À cette époque, il était déjà un philanthrope reconnu, ainsi que le définit le « Dictionnaire des Juifs de Belgique ». Devenu belge en 1958, Simon Haïm a été nommé Chevalier de l’ordre de la Couronne le 26 septembre 1964, en présence de Henri Janne, ministre de la Culture. Simon Haïm est mort le 7 août 1970, au terme d’une « longue maladie ». Son épouse lui a survécu cinq ans.